# Banjartanggul
Banjartanggul is een bestuurslaag in het regentschap Mojokerto van de provincie Oost-Java, Indonesië. Banjartanggul telt 3132 inwoners (volkstelling 2010).